# Franc Einspieler
Franc Einspieler (ájnšpiler), slovenski agronom in narodni delavec na avstrijskem Koroškem, * 2. marec 1925, Zgornja vesca (nemško Oberdörfl) pri Bilčovsu, Avstrija, † 30. december 1987, Celovec.
Koroški Slovenec Franc Einspieler je po končani gimnaziji v Celovcu leta 1957 diplomiral iz agronomije na ljubljanski Fakulteti za agronomijo, gozdarstvo in veterinarstvo in nostrificiral diplomo na Dunaju. V letih 1959−76 je bil ravnatelj slovenske zasebne kmetijske srednje šole v Podravljah (nem. Föderlach) pri Beljaku in od 1970 predsednik Slovenskega šolskega društva, ki je v času njegovega predsedovanja zgradilo Mladinski dom v Celovcu in otroška vrtca v Šentprimožu (nem. St. Primus) v Podjuni in Škofičah ob Vrbskem jezeru (nem. Schiefling am See) ter poskrbel za otroški vrtec v Celovcu. Kot predsednik gospodarskega odbora Zveze slovenskih organizacij na Koroškemj je v sedemdesetih letih 20. stoletja sodeloval pri ustanavljanu mešanih avstrijski-slovenskih družb na dvojezičnem območju Koroške.